# Zheng Shuang
Zheng Shuang (Chinês: 郑爽, nascida em 22 de agosto de 1991) é uma atriz chinesa. Ela ganhou fama com seu papel como Chu Yuxun em Meteor Shower (2009-2010), tornando-se a atriz mais jovem a ser indicada ao prêmio de Melhor Atriz no Prêmio Golden Eagle da China TV. Em 2011, ela se formou na Academia de Cinema de Pequim.  Ela também foi escolhida pelo Southern Metropolis Daily como uma das "Quatro Dan Atrizes da Geração pós-90" (chinês: 90 后 四 花旦), juntamente com Zhou Dongyu, Guan Xiaotong e Yang Zi .. Em Janeiro de 2021, a atriz se envolveu num escândalo de barriga de aluguel e abandono de dois bebês. 

## Carreira

### 2009–2011: Aumento da popularidade
Zheng Shuang fez sua estréia no Meteor Shower , o remake da Hunan TV do drama taiwanês Meteor Garden .  O drama foi um grande sucesso na China, e levou Zheng à fama.  Ela também lançou um single, "Love Waltz" para o OST.  Zheng foi indicada ao prêmio de Melhor Atriz no 25º Prêmio da China Golden Eagle , tornando-se a atriz mais jovem a ser indicada.  Zheng subsequentemente reprisou seu papel na segunda temporada do drama, e se reuniu com o co-astro de Meteor Shower , Hans Zhang, no filme de ação No Limit .
Zheng então estrelou no filme de fantasia de Gordon Chan , Mural , que lhe rendeu o prêmio de Melhor Atriz Nova no Guild Award do Hong Kong Film Directors por sua performance.

### 2012–2013: queda na carreira
Os próximos dramas de Zheng não conseguiram alcançar sucesso comercial.  Ela duas vezes retratou a princesa Taiping em dramas históricos, História Secreta da Imperatriz Wu e História Secreta da Princesa Taiping , e estrelou The Queen of SOP 2 , a sequência do drama de sucesso de 2011 .

### 2014 – 2020: ressurgimento da carreira
Zheng recuperou o sucesso no drama de sucesso xianxia Swords of Legends (2014), onde interpretou uma adorável raposa.  Ela ganhou o prêmio de Atriz Favorita do Público no 13º Prêmio Huading .
Zheng então estrelou seu primeiro drama de época, The Cage of Love (2015), escrito pelo famoso escritor Tong Hua .  Ela ganhou o prêmio de Melhor Atriz na categoria drama da Era Revolucionária por sua atuação no 19º Prêmio Huading .  No mesmo ano, ela estrelou ao lado de Jing Boran em Love Weaves Through a Millennium , um remake do drama sul-coreano Queen In-hyun's Man ; e se juntou ao reality show de viagens Divas Hit the Road .  Com sua alta cobertura na imprensa e trabalhos bem-sucedidos, Zheng ganhou o prêmio de Atriz Popular na 1ª Cerimônia de Qualidade do Teatro de Televisão da China.
Em 2016, Zheng estrelou o melodrama histórico Chronicle of Life , baseado no romance Lonely Courtyard in Late Spring de Fei Wo Si Cun.  Ela então co-estrelou com Yang Yang no romance juvenil drama Love O2O , baseado no romance homônimo de Gu Man.  O drama foi um sucesso tanto a nível nacional quanto internacional e após a sua realização, Zheng experimentou um aumento na popularidade.
Em 2017, Zheng estrelou ao lado de Cheney Chen em Rush to the Dead Summer , um melodrama para jovens adaptado do romance de mesmo nome de Guo Jingming .  Ela também co-estrelou o filme de fantasia e aventura Wu Kong , seu primeiro filme em seis anos.
Em 2018, Zheng estrelou ao lado de Luo Jin no drama de romance My Story for You .  No mesmo ano, ela participou da criação do roteiro de drama de romance de ficção científica Oi, eu sou Saori , no qual ela interpreta .
Entre os próximos trabalhos de Zheng estão o melodrama de romance Cry Me a Sad River ao lado de Ma Tianyu , drama de espionagem Masked, co-estrelado por Tong Dawei , e o drama juvenil Fighting Youth, dirigido por Zhao Baogang.

## Escândalo da Barriga de Aluguel
Em janeiro de 2021, foi revelado que Zheng Shuang teve dois filhos com o ator Zhang Heng, nascidos por barriga de aluguel nos EUA. Acredita-se que o casal se separou enquanto duas mães de aluguel que contrataram ainda estavam grávidas de seus filhos. Zheng supostamente havia exigido o aborto aos 7 meses de gravidez e expressou aborrecimento quando informado de que era um procedimento ilegal nos EUA, então ela abandonou os bebês, as gestantes e o pai dos bebês nos EUA. Então, Zhang Heng compartilhou um post na rede social Weibo e acusou a atriz de abandonar as crianças e que estava sem poder sair dos Estados Unidos por mais de um ano para, nas suas palavras, "cuidar e proteger duas vidas jovens e inocentes".  
O procedimento de barriga de aluguel não é permitido na China, mas devido a lacunas legais, alguns cidadãos chineses procuram ter filhos através desse método no exterior.  O assunto é um tabu na China e notícias de pessoas que recorrem à barriga de aluguel geralmente enfrentam uma reação significativa na China. 
Com o lançamento da notícia, muitas marcas que patrocinavam a atriz começaram a abandoná-la.  Posteriormente, Prada também deixou a atriz devido à "cobertura significativa da mídia recente" sobre sua "vida pessoal".  Algumas outras marcas, incluindo a marca de joias Lola Rose, a marca de cosméticos chinesa Chioture e a marca de cuidados com os cabelos Aussie, se distanciaram de Zheng enquanto outros apagaram postagens nas redes sociais que a promoveram.   Muitos de seus fã-clubes nas redes sociais chinesas também deletaram conteúdo dela com fãs a abandonando. 
O escândalo chamou a atenção dos reguladores estatais, fazendo declarações nas mídia estatais chinesas criticando o Zheng pelo uso de barriga de aluguel e rotulando-a como uma 'artista problemática'.   Por meio dos reguladores estatais, Zheng já foi colocada numa lista negra em 20 de janeiro de 2021, com todos os programas de entretenimento existentes relacionadas a ela sendo forçados a serem cancelados.  Vários produtores, quando questionados anonimamente, disseram que nenhum programa vai querer envolver Zheng no futuro.  Os prêmios ganhos no 13º e 19º Huading Awards também foram rescindidos pelo comitê de premiação. 
Supostamente, Zheng ainda deve US$ 68.000 à clínica de fertilização pela barriga de aluguel bem-sucedida.  A clínica também confirmou a solicitação de Zheng de interromper a gravidez no sétimo mês, que foi negada.  A clínica alegou ainda que Zheng Shuang queria pagar mensalmente para criar as crianças num orfanato, em vez de querer trazê-las de volta para a China. 
No dia 23 de janeiro de 2021, o pai de Zheng Shuang se desculpou pessoalmente pelo incidente por meio de um vídeo. Ele disse que, como pai, não orientou sua filha corretamente. Quanto ao motivo da barriga de aluguel de Zheng Shuang, ele disse que, por causa do trabalho, Zheng Shuang "não era muito boa em todos os aspectos do corpo", então fez uma barriga de aluguel. Mas ele também admitiu que o comportamento dela estava errado e que Zheng Shuang era impulsiva. Ele completou que "como pai, ele também tem uma responsabilidade e não deve apoiá-la, e espera que outras pessoas não sigam esse comportamento" .

## Filmografia

### Filme
| Ano  | Título em inglês | Título chinês         | Função  | Notas |
| ---- | ---------------- | --------------------- | ------- | ----- |
| 2011 | Sem limite       | 无 极限 之 危 情 速递 | Xiao'an |       |
| 2011 | Mural            | 画 壁                 | Mudan   |       |
| 2017 | Wu Kong          | 悟空传                | Ah Yue  |       |

### Séries de televisão
| Ano  | Título em inglês                     | Título chinês                     | Função                                             | Notas              |
| ---- | ------------------------------------ | --------------------------------- | -------------------------------------------------- | ------------------ |
| 2009 | Chuva de meteoros                    | 一起 来看 流星 雨                 | Chu Yuxun                                          |                    |
| 2010 | Chuva de Meteoros II                 | 一起 又 看 流星 雨                | Chu Yuxun                                          |                    |
| 2011 | História Secreta da Imperatriz Wu    | 武则天 秘史                       | Princesa Taiping (adolescente)                     |                    |
| 2011 | Guerra do Desejo                     | 凰 图腾                           | Ning Caidie                                        | [ 40 ]             |
| 2012 | História Secreta da Princesa Taiping | 太平 公主 秘史                    | Princesa Taiping / Princesa Andingsi (adolescente) |                    |
| 2012 | Conto de fadas                       | 童话 二 分 之一                   | Um Qi'er                                           | Aparência especial |
| 2013 | A rainha do SOP 2                    | 胜 女 的 时代                     | Mu Xiaoyan / Fang Yifei                            |                    |
| 2014 | Espadas de lendas                    | 古剑 奇 谭                        | Xiang Ling                                         |                    |
| 2014 | Maravilha                            | 极品 女士                         | Sha Sha Guimi                                      | Camafeu            |
| 2015 | O amor tece através de um milênio    | 相爱 穿梭 千年                    | Lin Xiangxiang                                     |                    |
| 2015 | Os quatro                            | 少年 四大名捕                     | Wen Bing'er                                        | Aparência especial |
| 2015 | A gaiola do amor                     | 抓住 彩虹 的 男人                 | Wu Caihong                                         |                    |
| 2015 | Destinado a amar você                | 偏偏 喜欢 你                      | Xiao Han                                           | Aparência especial |
| 2016 | Uma vida feliz 2                     | 有喜 有喜 2 之 人间 有 爱         | Bai Xue                                            | Cameo              |
| 2016 | Crônica da Vida                      | 寂寞 空 庭 春 欲 晚               | Wei Linlang (Liang'er)                             |                    |
| 2016 | Os três heróis e cinco galãs         | 五 鼠 闹 东京                     | Ding Yuehua                                        | [ 45 ]             |
| 2016 | Amor O2O                             | 微微 一笑 很 倾城                 | Bei Weiwei                                         |                    |
| 2016 | Cozinhas privativas de beleza        | 美人 私房菜                       | Song Yudie                                         | [ 46 ]             |
| 2017 | Corrida para o verão morto           | 夏至 未至                         | Li Xia                                             |                    |
| 2018 | Minha história para você             | 为了 你 ， 我 愿意 热爱 整个 世界 | Li Muzi                                            |                    |
| 2018 | Oi eu sou Saori                      | 我 的 保姆 手册                   | Saori                                              |                    |
| TBA  | Cry Me a Sad River                   | 悲伤 逆流 成 河                   | Yi Yao                                             |                    |
| TBA  | Mascarado                            | 绝密 者                           | Su Jiaman                                          |                    |
| TBA  | Lutando Juventude                    | 青春 斗                           | Xiang Zhen                                         |                    |
| TBA  | Amantes de Jade                      | 翡翠 恋人                         | Shen Chenxi                                        | [ 47 ]             |

## Discografia

### Singles
| Ano  | Título em inglês          | Título chinês | Álbum                                 | Notas                             |
| ---- | ------------------------- | ------------- | ------------------------------------- | --------------------------------- |
| 2009 | "Valsa do Amor"           | 爱 的 华尔兹  | Chuva de Meteoros OST                 |                                   |
| 2010 | "Super Fantasia"          | 超 梦幻       | —                                     | música tema para 大话 水浒        |
| 2011 | "Amor Extremo"            | 极限 爱恋     | Sem limite OST                        | com Hans Zhang                    |
| 2015 | "Não pode esquecer"       | 不能 忘       | O amor tece através de um milênio OST | com Jing Boran                    |
| 2015 | "Divas acertam a estrada" | 花儿 与 少年  | —                                     | canção-tema de Divas Hit the Road |

## Prêmios e indicações
| Ano  | Prêmio                                                   | Categoria                                  | Trabalho nomeado  | Resultado  | Ref.          |
| ---- | -------------------------------------------------------- | ------------------------------------------ | ----------------- | ---------- | ------------- |
| 2010 | 25º Prêmio China Eagle Eagle                             | Melhor atriz                               | Chuva de meteoros | Indicado   | [ 7 ]         |
| 2012 | 6º Prêmio de Guilda dos Diretores de Cinema de Hong Kong | Prêmio recém-chegado                       | Mural             | Venceu     | [ 11 ]        |
| 2012 | 31º Prêmio de Cinema de Hong Kong                        | Melhor Novo Intérprete                     | Mural             | Indicado   |               |
| 2014 | 13º Prêmio Huading                                       | Atriz Favorita do Público                  | Espadas de lendas | Rescindido | [ 15 ] [ 36 ] |
| 2016 | 19º Prémio Huading                                       | Melhor Atriz (Drama da Era Revolucionária) | A gaiola do amor  | Rescindido | [ 17 ] [ 36 ] |
| 2017 | 9º Festival Internacional de Cinema de Macau             | Melhor atriz coadjuvante                   |                   |            | [ 48 ]        |